# Montano d'Arezzo
Pour les articles homonymes, voir Arezzo (homonymie).
Montano d'Arezzo est un peintre  mentionné à Arezzo et à Naples à la fin du Duecento et le début du Trecento.

## Attribution
- Nativité (v.1300), fresque, transept droit, basilique San Lorenzo Maggiore, Naples[1]
- Fresques, cappella dei Capece Minutolo, Cathédrale Notre-Dame de l'Assomption de Naples
- Fresques, cathédrale San Donato, Arezzo
- Vierge en majesté,  monastère de Monte Vergine, Avellino.